# Eberhard Diepgen
Eberhard Diepgen (ur. 13 listopada 1941 w Berlinie) – niemiecki polityk, prawnik i samorządowiec, działacz Unii Chrześcijańsko-Demokratycznej (CDU), poseł do Bundestagu, burmistrz Berlina Zachodniego (1984–1989) oraz Berlina (1991–2001).

## Życiorys
Po maturze w latach 1960–1967 studiował prawo na Wolnym Uniwersytecie Berlina. W 1962 wstąpił do Unii Chrześcijańsko-Demokratycznej. W latach 1965–1966 był wiceprzewodniczącym działającej w Berlinie Zachodnim federacji studenckiej VDS, a od 1967 do 1971 radnym dzielnicy Tiergarten. W 1972 zdał państwowy egzamin prawniczy drugiego stopnia, podejmując praktykę w zawodzie prawnika. W 1971 po raz pierwszy objął mandat posła do berlińskiej Izby Deputowanych, zasiadał w niej od tego czasu nieprzerwanie do 2001. Również w 1971 dołączył do zarządu CDU w Berlinie Zachodnim, od 1975 do 1981 pełnił funkcję jej sekretarza generalnego. W 1981 został wiceprzewodniczącym, a w 1983 przewodniczącym berlińskiej CDU i członkiem zarządu federalnego partii, pełniąc te funkcje do 2002.
W latach 1980–1981 był posłem do Bundestagu. Od 1980 do 1984 oraz od 1989 do 1991 przewodniczył frakcji CDU w Izbie Deputowanych. W lutym 1984 został wybrany na nowego burmistrza Berlina Zachodniego. Urząd ten sprawował do marca 1989, kiedy to w mieście władzę przejęła czerwono-zielona koalicja. W styczniu 1991, po zjednoczeniu Niemiec i wyborach regionalnych, objął stanowisko burmistrza Berlina, które zajmował do czerwca 2001.
Po odejściu z urzędu dołączył do prywatnej kancelarii prawniczej. W 2005 kandydował bez powodzenia do Bundestagu w okręgu jednomandatowym.